# Laber (Schiff)
Die Laber ist ein Peilschiff der Wasser- und Schifffahrtsverwaltung des Bundes mit hochauflösendem Flächenecholotsystem für geringe Wassertiefen.
Schiffe der Wasser- und Schifffahrtsverwaltung des Bundes werden häufig nach Flüssen in ihrem Einsatzgebiet benannt. Hier war die Große Laber namensgebend. Zu erkennen durch das Weglassen des Vorsatzes Große ist, wie sich die flussbauliche Veränderung,  Kleine Laber und Große Laber wurden künstlich zusammengelegt, auch in der Namensnutzung auswirken.

## Technik

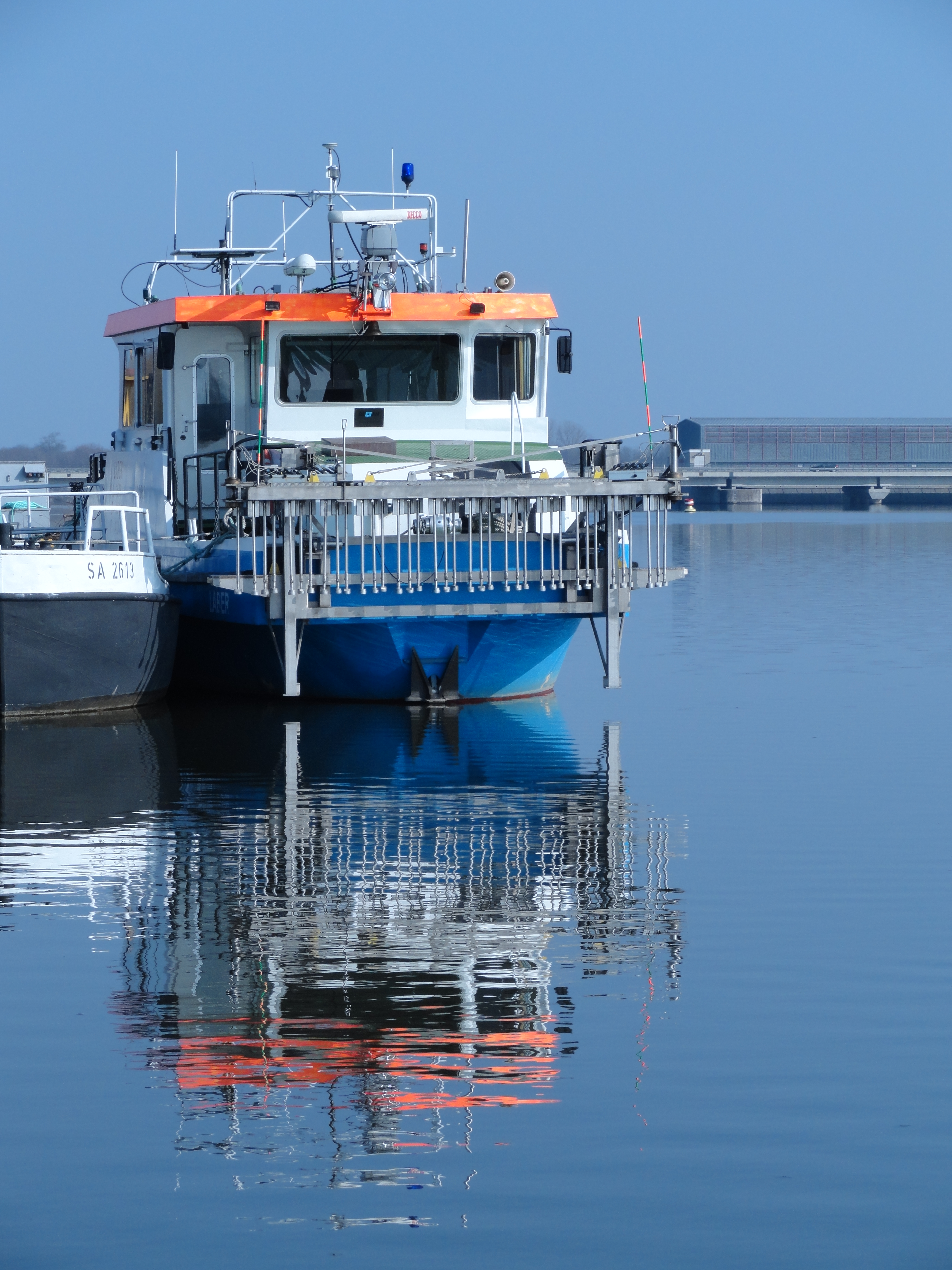
Schwingeraufnahmesystem des Echolots im zusammengeklappten Zustand

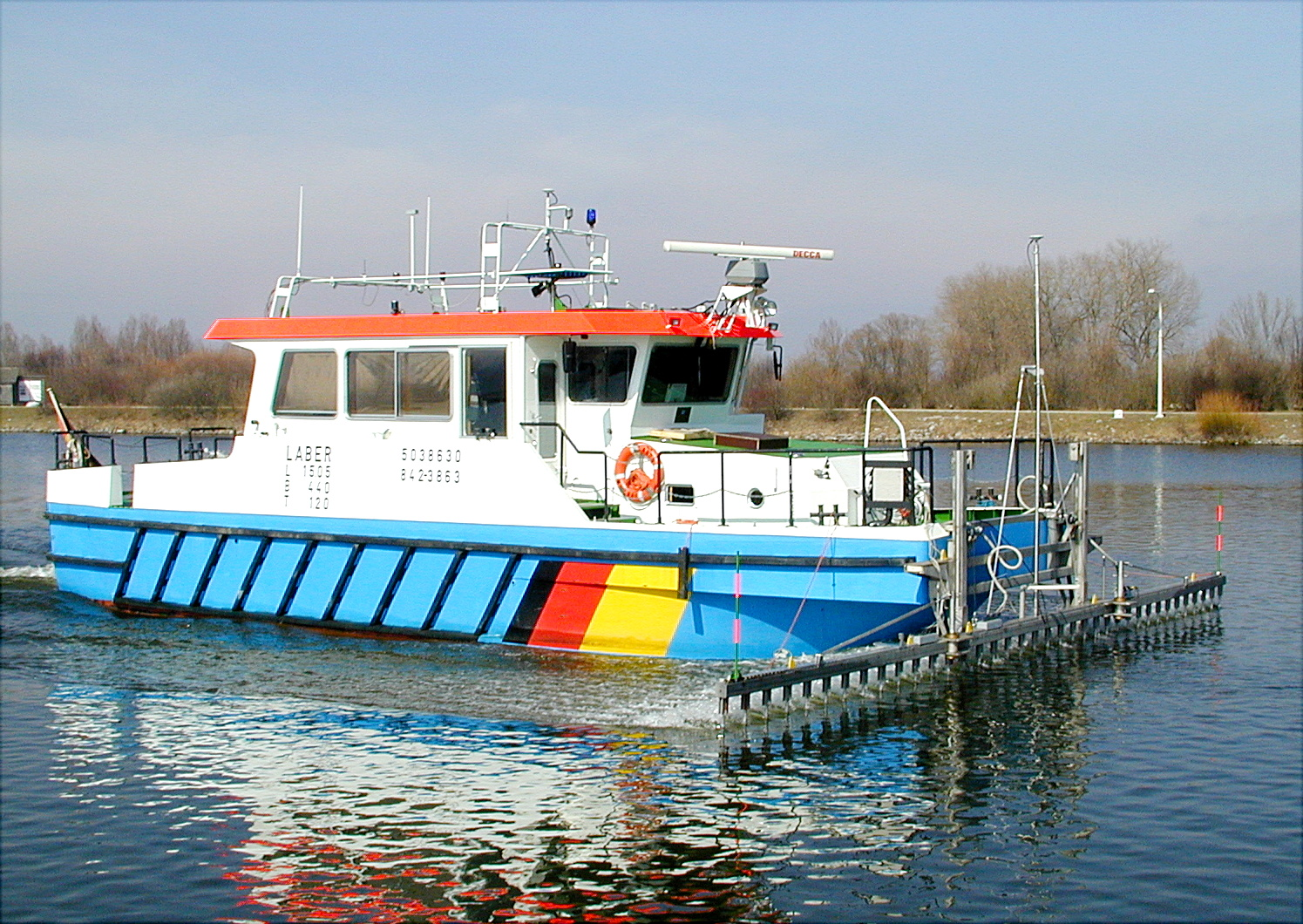
Laber in Fahrt, Schwingereinheit ausgefahren

Die Laber ist ein Arbeitsschiff vom „Typ Spatz“ und ist 15,05 m lang, 4,40 m breit und hat einen Tiefgang von 1,20 m. Als Hauptmotor ist ein MTU 6R 183 AA62 mit 150 kW Leistung verbaut. Der Pfahlzug der Laber ist mit 20 kN angegeben.
Das Peilsystem wurde im Jahr 2009 von Kongsberg Maritime AB installiert und besteht aus einem Flächenecholotsystem, einem RTK-System zur Lage- und Höhenbestimmung mit GPS- und 3-Achsen Bewegungssensoren und der Rechnereinheit.
Das Echolotsystem arbeitet im 200 kHz-Bereich mit 37 Einzelschwingern, die in einem Schwingeraufnahmesystem an der Schubschulter am Bug des Schiffes angebracht sind. Das Schwingeraufnahmesystem lässt sich zum Mess-Betrieb auf die dreifache Breite entfalten.

## Einsatz
Das Peilschiff Laber wird vom Wasserstraßen- und Schifffahrtsamt Donau MDK betrieben. Neben den Einsätzen im Rahmen der Zustandsüberwachung der Bundeswasserstraße Donau kommt die Laber auch noch in einem laufenden wissenschaftlichen Projekt zum Einsatz.

### Untersuchung des Geschiebeverhaltens
In einem Naturversuch wird in der Donau zwischen Do-km 2308,7 und Do-km 2307,7 durch Einsatz von Tracing-Material das Geschiebeverhalten untersucht. In dieser wissenschaftlichen Studie der Bundesanstalt für Wasserbau wird die Laber häufig als Peilschiff eingesetzt, um die Veränderungen der Sole zu dokumentieren. Hierbei werden von der Laber aus auch Proben aus der Flusssole entnommen, die unter Einsatz von flüssigem Stickstoff gefroren werden, um sie als kompakten Probekörper entnehmen zu können. Diese Probeentnahmen dienen der Verfolgung des Tracing Materials.

## Schwesterschiffe
Das Peilschiff Regen mit der ENI-Nummer 05038640 ist ein Schwesterschiff der Laber und wird auch vom Wasserstraßen- und Schifffahrtsamt Donau MDK betrieben.